# Vila Cova (Vila Real)
Vila Cova is een plaats (freguesia) in de Portugese gemeente Vila Real en telt 239 inwoners (2001).